# Edizioni di Binario 2
In questa voce sono elencate e descritte le puntate del programma Binario 2, andato in onda nella fascia mattutina di Rai 2 dal 21 ottobre al 20 dicembre 2024, dal lunedì al venerdì, con la conduzione di Andrea Perroni, Carolina Di Domenico e Gianluca Semprini.

## Puntate
Il programma, condotto da Andrea Perroni, Carolina Di Domenico e Gianluca Semprini, è andato in onda nella fascia mattutina di Rai 2 dal 21 ottobre al 20 dicembre 2024, dal lunedì al venerdì, in diretta dalla stazione di Roma Tiburtina.
| Puntata | Messa in onda    | Ospiti                                                              | Ascolti        | Ascolti | Ascolti |
| Puntata | Messa in onda    | Ospiti                                                              | Telespettatori | Share   | Fonte   |
| ------- | ---------------- | ------------------------------------------------------------------- | -------------- | ------- | ------- |
| 1       | 21 ottobre 2024  | Lillo, Antonella Clerici                                            | 100 000        | 2,25%   | [ 5 ]   |
| 2       | 22 ottobre 2024  | Massimiliano Rosolino, Elisabetta Canalis                           | 99 000         | 2,18%   | [ 6 ]   |
| 3       | 23 ottobre 2024  | Maurizio Lastrico, Alberto Matano                                   | 109 000        | 2,36%   | [ 7 ]   |
| 4       | 24 ottobre 2024  | Serena Brancale                                                     | 109 000        | 2,44%   | [ 8 ]   |
| 5       | 25 ottobre 2024  | Piotta, Andrea Di Consoli                                           | 118 000        | 2,58%   | [ 9 ]   |
| 6       | 28 ottobre 2024  | Santi Francesi, Elisabetta Canalis                                  | 105 000        | 2,08%   | [ 10 ]  |
| 7       | 29 ottobre 2024  | Malika Ayane                                                        | 110 000        | 2,21%   | [ 11 ]  |
| 8       | 30 ottobre 2024  | Sveva Alviti, Caterina Balivo                                       | 117 000        | 2,50%   | [ 12 ]  |
| 9       | 31 ottobre 2024  | Marco Masini, Massimiliano Ossini                                   | 92 000         | 1,92%   | [ 13 ]  |
| 10      | 1º novembre 2024 | Andrea Delogu, Andrea Di Consoli, Federico Palmaroli                | 121 000        | 2,70%   | [ 14 ]  |
| 11      | 4 novembre 2024  | Il Tre, Emanuela Cappello                                           | 106 000        | 2,25%   | [ 15 ]  |
| 12      | 5 novembre 2024  | Barbora Bobuľová, Daniela Ferolla, Giovanni Covone                  | 119 000        | 2,43%   | [ 16 ]  |
| 13      | 6 novembre 2024  | Riki                                                                | 126 000        | 2,27%   | [ 17 ]  |
| 14      | 7 novembre 2024  | Simona Bencini                                                      | 116 000        | 2,46%   | [ 18 ]  |
| 15      | 8 novembre 2024  | Giò Di Tonno, Marco Marzocca, I Tre Moschettieri, Andrea Di Consoli | 105 000        | 2,11%   | [ 19 ]  |
| 16      | 11 novembre 2024 | Gianmaria, Simone Di Pasquale                                       | 85 000         | 1,78%   | [ 20 ]  |
| 17      | 12 novembre 2024 | Tiberio Timperi, Emanuela Cappello                                  | 110 000        | 2,25%   | [ 21 ]  |
| 18      | 13 novembre 2024 | Simona Molinari, Marco Marzocca, Emma Galeotti                      | 110 000        | 2,31%   | [ 22 ]  |
| 19      | 14 novembre 2024 | Ditonellapiaga, Maria Giulia Scarcella                              | 115 000        | 2,34%   | [ 23 ]  |
| 20      | 15 novembre 2024 | Andrea Di Consoli, Giovanni Covone                                  | 93 000         | 1,92%   | [ 24 ]  |
| 21      | 18 novembre 2024 | Norberto Quartieri, Peppone Calabrese                               | 84 000         | 1,87%   | [ 25 ]  |
| 22      | 19 novembre 2024 | Giuliano Sangiorgi, Renzo Rubino                                    | 104 000        | 2,25%   | [ 26 ]  |
| 23      | 20 novembre 2024 | Jack Savoretti                                                      | 122 000        | 2,65%   | [ 27 ]  |
| 24      | 21 novembre 2024 | Enzo Miccio, Massimo Ranieri                                        | 110 000        | 2,29%   | [ 28 ]  |
| 25      | 22 novembre 2024 | Marco Marzocca, Andrea Di Consoli                                   | 105 000        | 2,16%   | [ 29 ]  |
| 26      | 25 novembre 2024 | Levante                                                             | 133 000        | 2,85%   | [ 30 ]  |
| 27      | 26 novembre 2024 | Federico Quaranta, Emma Galeotti                                    | 106 000        | 2,29%   | [ 31 ]  |
| 28      | 27 novembre 2024 | Giulia Bevilacqua                                                   | 105 000        | 2,34%   | [ 32 ]  |
| 29      | 28 novembre 2024 | Simone Colombari, Max Paiella, Emma Galeotti                        | 87 000         | 1,94%   | [ 33 ]  |
| 30      | 29 novembre 2024 | Paolo Belli, Andrea Di Consoli                                      | 124 000        | 2,81%   | [ 34 ]  |
| 31      | 2 dicembre 2024  | Ghemon, Marco Marzocca                                              | 117 000        | 2,54%   | [ 35 ]  |
| 32      | 3 dicembre 2024  | Cristiano Malgioglio                                                | 148 000        | 3,20%   | [ 36 ]  |
| 33      | 4 dicembre 2024  | Alexia                                                              | 96 000         | 2,10%   | [ 37 ]  |
| 34      | 5 dicembre 2024  | Flavio Montrucchio, Emma Galeotti                                   | 101 000        | 2,22%   | [ 38 ]  |
| 35      | 6 dicembre 2024  | Lina Simons, Andrea Di Consoli, Osho                                | 92 000         | 1,98%   | [ 39 ]  |
| 36      | 9 dicembre 2024  | Carmen Russo                                                        | 115 000        | 2.54%   | [ 40 ]  |
| 37      | 10 dicembre 2024 | Chiara Galiazzo                                                     | 106 000        | 2,29%   | [ 41 ]  |
| 38      | 11 dicembre 2024 | Emma Galeotti, Alessandro Ferrucci                                  | 90 000         | 1,99%   | [ 42 ]  |
| 39      | 12 dicembre 2024 | Mauro Repetto                                                       | 107 000        | 2,31%   | [ 43 ]  |
| 40      | 13 dicembre 2024 | Mattew Lee, Andrea Di Consoli                                       | 92 000         | 2,02%   | [ 44 ]  |
| 41      | 16 dicembre 2024 | Giovanni Veronesi, Antonio Vitale                                   | 107 000        | 2,45%   | [ 45 ]  |
| 42      | 17 dicembre 2024 | Emma Galeotti, Antonio Vitale                                       | 107 000        | 2,31%   | [ 46 ]  |
| 43      | 18 dicembre 2024 | Angelo Pintus, Fausto Brizzi, Beatrice Arnera, Marco Marzocca       | 117 000        | 2,50%   | [ 47 ]  |
| 44      | 19 dicembre 2024 | Federica Gentile, Giovanni Covone                                   | 103 000        | 2,22%   | [ 48 ]  |
| 45      | 20 dicembre 2024 | Flavio Insinna, Matteo Nicoletta, Andrea Di Consoli, Osho           | 122 000        | 2,65%   | [ 49 ]  |